# Respirare
Respirare è un brano musicale interpretato in duetto dai cantanti italiani Gigi D'Alessio e Loredana Bertè e scritto da D'Alessio e Vincenzo D'Agostino, e pubblicato come singolo il 15 febbraio 2012 dall'etichetta discografica GGD. Il brano è il primo estratto dall'album Chiaro di D'Alessio.
Il brano ha partecipato al 62º Festival della Canzone Italiana di Sanremo. La sua partecipazione al Festival è stata annunciata il 15 gennaio 2012. Il brano è stato eliminato durante la seconda serata dalla giuria demoscopica, per poi essere ripescato durante la terza e per poi classificarsi al 4º posto nella classifica finale.

## Il brano
Secondo quanto rivelato da Gigi D'Alessio, il brano Respirare sarebbe proprio un omaggio a Loredana Bertè. Infatti la collaborazione dei due artisti è stata voluta dallo stesso D'Alessio, che ha definito la collega: «una vera e propria forza della natura».
La rivista Vanity Fair ha fatto notare come il brano Respirare in alcuni punti assomiglia al brano In alto mare, vecchio successo di Loredana Bertè, parlando di caso di autoplagio.
Il dj Mario Fargetta ha realizzato un remix del brano con uno stile dance, presentato nel corso della quarta serata (serata duetti) del Festival di Sanremo 2012.

## Controversia
Ha suscitato delle polemiche la notizia secondo la quale Respirare fosse stata presentata online dallo stesso cantautore, prima dell'inizio del Festival, cosa che violerebbe il regolamento della gara. Un'anteprima di venti secondi del brano era infatti disponibile dal 1º gennaio sul profilo Facebook di D'Alessio e dal 4 su quello della Berté. Respirare sarebbe stato infatti pubblicato come singolo il 13 gennaio se scartato per Sanremo. Alla notizia che il brano avrebbe partecipato al Festival, tuttavia l'anteprima è stata rimossa.
Gigi D'Alessio ha smentito però queste affermazioni durante un'intervista rilasciata a Platinette ed andata in onda su Radio Deejay, in cui il cantante si è difeso spiegando:
(Gigi D'Alessio)
D'Alessio ha comunque aggiunto di non aver avuto alcuna comunicazione da parte dell'organizzazione del Festival, facendo quindi intendere che il rischio della squalifica effettivamente non era mai stato concreto.

## Video musicale
Il videoclip di Respirare è stato il primo ad essere pubblicato fra quelli in gara (insieme a quello di Sei tu dei Matia Bazar, il 14 febbraio 2012, pochi minuti dopo l'esibizione di D'Alessio e della Berté sul palco del Festival). Il video segue il backstage della registrazione del singolo.

## Tracce
Download digitale
1. Respirare - 4:51

## Classifiche
| Classifica (2012) | Posizione massima |
| ----------------- | ----------------- |
| Italia            | 11                |